# Sofrônio I de Constantinopla
Sofrônio I de Constantinopla (em grego: Σωφρόνιος Α΄; m. depois de 1464) foi patriarca ecumênico de Constantinopla entre 1463 e 1464. As datas de seu patriarcado são incertas e discutidas entre os acadêmicos, variando entre 1462 e 1464.

## História
Quase nada se sabe sobre a vida e o patriarcado de Sofrônio. Conhece-se apenas um ato com seu nome, datado de agosto de 1464, que certificou uma cruz pertencendo ao imperador Davi de Trebizonda: o documento é provavelmente uma falsificação, mas ele é suficiente para confirmar que ele de fato foi um patriarca. Segundo Blanchet, que data o patriarcado de Sofrônio depois do de Josafá, ele foi bispo metropolitano de Heracleia Perinto antes de se tornar patriarca.
Uma fonte primária designa o epíteto Syropoulos a Sofrônio. Por conta disto, já se conjecturou (sem se provar) que Sofrônio era de fato Silvestre Syropoulos, o clérigo ortodoxo que participou do Concílio de Florença e que escreveu uma crônica sobre ele. Silvestre pertencia à facção que era favorável à unirão das igrejas do ocidente e do oriente, e assinou os documentos do concílio, o que mina a hipótese de que Sofrônio e Silvestre seriam a mesma pessoa. Mas se de fato eles forem a mesma pessoa, isto explicaria o virtual damnatio memoriae revelado nas fontes em relação a ele.

## Cronologia
A cronologia do patriarcado de Sofrônio I é disputada entre os acadêmicos. Estudos mais recentes, como Kiminas (2009), Podskalsky (1988), Laurent (1968) e Runciman (1985) localizam o patriarcado de Sofrônio depois de Josafá I, datando-o entre junho de 1463 e agosto de 1464.
Outros estudiosos, seguindo o bispo Germano de Sardeis (1933-1938) e Grumel (1958), e também o sítio oficial do Patriarcado Ecumênico propõem que Sofrônio I teria reinado antes de Josafá I. Porém, as datas fornecidas por eles diferem em apenas alguns meses das mencionadas acima por causa de uma duração sugerida diferente para o segundo mandato de Genádio II de Constantinopla. Blanchet (2001) data o patriarcado de Sofrônio entre 1 de abril de 1462 e o verão de 1464, diretamente depois de Isidoro II e imediatamente antes de Josafá.
Além disto, não há consenso entre os estudiosos sobre a duração e a cronologia do segundo e do terceiro mandatos de Genádio Escolário, que supostamente se intercalaram entre os patriarcados de Josafá e Sofrônio. Para uma comparação entre as principais sugestões, veja a lista dos patriarcas.